# Callicrania faberi
Callicrania faberi is een rechtvleugelig insect uit de familie sabelsprinkhanen (Tettigoniidae). De wetenschappelijke naam van deze soort is voor het eerst voorgesteld als Platystolus faberi door Kurt Harz in een publicatie uit 1975.
De soort komt voor in Noordwest-Spanje.